# DVD
DVD (ді-ві-ді́, англ. Digital Versatile Disc — цифровий багатоцільовий диск; англ. Digital Video Disc — цифровий відеодиск) — носій інформації у вигляді диска, зовні схожий з компакт-диском, однак має можливість зберігати більше інформації за рахунок використання лазера з меншою довжиною хвилі, ніж для звичайних компакт-дисків. Був розроблений у 1995 році компаніями Philips, Sony, Toshiba, та Panasonic.

## Історія
Перші диски і програвачі DVD з'явилися в листопаді 1996 року в Японії та в березні 1997 у США.
На початку 1990-х років розроблялося два стандарти для оптичних інформаційних носіїв високої щільності. Один з них називався «Multimedia Compact Disc» (MMCD) і розроблявся компаніями Philips і Sony, другий — «Super Disc» — підтримували 8 великих корпорацій, у числі яких були Toshiba і Time Warner. Пізніше зусилля розробників стандартів були об'єднані на чолі з IBM, що не хотіла повторення кровопролитної війни форматів, як було зі стандартами касет VHS і Betacam у 1980-х. Офіційно DVD був анонсований у вересні 1995 року. Перша версія специфікацій DVD була опублікована в вересні 1996 року. Зміни і доповнення в специфікації вносить організація DVD Forum (раніше називалася DVD Consorcium), членами якої є 10 компаній-засновників і більш як 220 приватних осіб.
Перший привід, що підтримує запис DVD-R, випустила Pioneer у жовтні 1997 року. Вартість цього приводу, що підтримував специфікацію DVD-R версії 1.0, становила 17000 доларів США. Порожні диски, призначені для запису, обсягом 3.95 Гб коштували по 50 доларів кожний.
Споконвічно «DVD» розшифровувався як Digital Video Disc (цифровий відеодиск). Пізніше багато хто стали розшифровувати DVD як Digital Versatile Disc (цифровий багатоцільовий диск). Toshiba, керівник сайту DVD Forum, використовує Digital Versatile Disc. До консенсусу не прийшли і дотепер, тому сьогодні «DVD» офіційно взагалі ніяк не розшифровується.

## Технічна інформація
DVD за структурою даних бувають трьох типів:
- DVD-Video — містять фільми (відео і звук);
- DVD-Audio — містять аудіодані високої якості (набагато вищої, ніж на аудіо-компакт-дисках);
- DVD-Data — містять будь-які дані.

DVD як носії бувають чотирьох типів:
- DVD-ROM — штамповані на заводі диски;
- DVD+R/RW — диски одноразового (R — Recordable) і багаторазового (RW — ReWritable) запису;
- DVD-R/RW — диски одноразового (R — Recordable) і багаторазового (RW — ReWritable) запису;
- DVD-RAM — диски багаторазового запису з довільним доступом (RAM — Random Access Memory).

DVD може мати одну чи дві робочі сторони та один чи два робочі шари на кожній стороні. Від їхньої кількості залежить місткість диска:
Будь-який носій може мати будь-як структуру даних (див. вище) і будь-яку кількість шарів (двошарові DVD-R і DVD-RW з'явилися наприкінці 2004 року).
Стандарт запису DVD-R(W) був розроблений DVD-Forum'ом як офіційна специфікація (пере)записуваних дисків. Однак ціна ліцензії на цю технологію була занадто висока, і тому декілька виробників пишучих приводів і носіїв для запису об'єдналися в «DVD plus RW Alliance», що і розробив стандарт DVD+R(W), вартість ліцензії на який була нижчою. Спочатку чисті диски для запису DVD+R(W) були дорожчими, ніж DVD-R(W), але тепер ціни зрівнялися.
Стандарти запису «+» і «-» частково сумісні. В наш час[коли?] вони однаково популярні — половина виробників підтримує один стандарт, половина — інший. Йдуть суперечки, чи витисне один з цих форматів свого конкурента, чи вони продовжать мирно співіснувати. Усі приводи для DVD можуть читати обидва формати дисків, і більшість пишучих приводів також можуть записувати обидва типи «болванок».
На відміну від компакт-дисків, у яких структура аудіодиска фундаментально відрізняється від диска з даними, у DVD завжди використовується файлова система UDF.
Швидкість читання/запису DVD указується як кратна 1350 Кб/с, тобто 16-швидкісний привід забезпечує читання (чи запис) дисків у 16 x 1350 = 21600 Кб/з (21,09 Мб/с).

### Ємність DVD
Ємність можна визначити на око — потрібно подивитися, скільки робочих (віддзеркалюючих) сторін у диска і звернути увагу на їхній колір: двошарові сторони зазвичай мають золотий колір, а одношарові — срібний, як компакт-диск.
| Позначення | Позначення | Сторони | Шари | Діаметр | Розмір | Розмір |
| Позначення | Позначення | Сторони | Шари | (cm)    | (GB)   | (GiB)  |
| ---------- | ---------- | ------- | ---- | ------- | ------ | ------ |
| DVD-1      | SS SL      | 1       | 1    | 8       | 1.46   | 1.36   |
| DVD-2      | SS DL      | 1       | 2    | 8       | 2.66   | 2.47   |
| DVD-3      | DS SL      | 2       | 2    | 8       | 2.92   | 2.72   |
| DVD-4      | DS DL      | 2       | 4    | 8       | 5.32   | 4.95   |
| DVD-5      | SS SL      | 1       | 1    | 12      | 4.7    | 4.37   |
| DVD-9      | SS DL      | 1       | 2    | 12      | 8.54   | 7.95   |
| DVD-10     | DS SL      | 2       | 2    | 12      | 9.4    | 8.74   |
| DVD-14     | DS DL/SL   | 2       | 3    | 12      | 13.24  | 12.32  |
| DVD-18     | DS DL      | 2       | 4    | 12      | 17.08  | 15.90  |

- одношарові однобічні (DVD-5) вміщають 4,7 гігабайти інформації;
- двошарові однобічні (DVD-9) вміщають 8,7 гігабайтів інформації;
- одношарові двосторонні (DVD-10) вміщають 9,4 гігабайтів інформації;
- двошарові двосторонні (DVD-18) вміщають 17,4 гігабайтів інформації.

## DVD-відео

Логотип DVD-Video

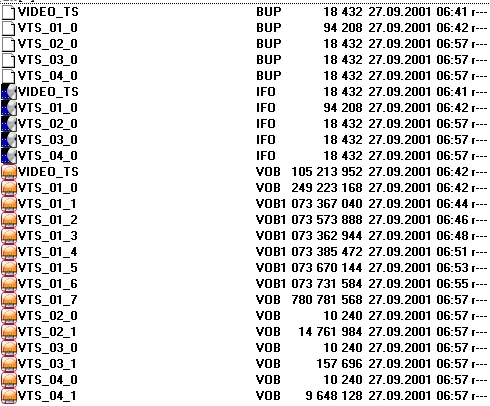
Типовий зміст файлової структури диску DVD-Video

Для відтворення DVD з відео необхідні DVD-привід і декодер MPEG-2 (тобто або побутовий DVD-програвач, або комп'ютерний DVD-привід і програмний плеєр). Фільми на DVD стиснуті з використанням алгоритму MPEG-2 для відео і різних (часто багатоканальних) форматів для звуку. Бітрейт стиснутого відео варіюється від 2000 до 9800 Кбіт/с, часто буває динамічним (VBR Variable bitrate).
Аудіодані в DVD-фільмі можуть бути у форматі PCM, DTS, MPEG чи Dolby Digital (AC-3). У країнах, що використовують стандарт NTSC, усі фільми на DVD повинні містити звукову доріжку у форматі PCM чи AC-3, а всі NTSC-плеєри повинні ці формати підтримувати. Таким чином, будь-який стандартний диск може бути відтворений на будь-якому стандартному устаткуванні.
У країнах, що використовують стандарт PAL (значна частина Європи), спочатку хотіли ввести як стандарт звуку для DVD формати PCM і MPEG-2, але під впливом тиску громадськості і, йдучи врозріз з побажаннями Philips, DVD-Forum включив Dolby AC-3 у список опціональних форматів звуку на дисках і обов'язкових форматах у плеерах.

## Обмеження

### Регіональна прив'язка DVD

Кіностудії зацікавлені в контролі над поширенням своїх фільмів, що вийшли на DVD, у різних країнах. Це зумовлено тим, що час виходу фільмів у кінотеатрі і час виходу їх у широкий відеопрокат у різних країнах є різним. Прийнято вважати, що у відеопрокат кіно повинне виходити тільки після того, як пройде його прем'єра в кінотеатрах.
Саме тому при затвердженні стандарту DVD був уведений код, що обмежує використання диска DVD-Video у межах однієї зони.
Таким чином, диску DVD-Video і DVD-програвачу присвоюється регіональний код. І якщо при програванні диска ці коди не збігаються, фільм відтворюватися не буде.
Регіональний захист є опціональним і може бути використаний на розсуд виробника диска. Вона не є ніякою криптографічною системою, а лише одним байтом у заголовку диска, що перевіряється перед початком його відтворення. DVD-плеєр може мати кілька регіональних кодів, у цьому випадку він може програвати диски декількох різних «зон». Багато китайських плеєрів взагалі ігнорують регіональний захист.
Усього було введено 8 регіональних зон:
| Код | Територія |
| --- | --- |
| 0   | Універсальний код для відтворення у всіх регіонах.                                                               |
| 1   | Бермуди, Канада, США                                                                                             |
| 2   | Західна Європа, Центральна Європа, Середній Схід, Єгипет, Ґренландія, Японія, Лесото, Південна Африка, Швейцарія |
| 3   | Східна Азія, Гонконг, Макао, Південна Корея, Тайвань                                                             |
| 4   | Центральна Америка, острови Тихого Океану, Південна Америка, Мексика, Австралія, Нова Зеландія                   |
| 5   | Африка, Східна Європа, Південна Азія, Монголія, Північна Корея                                                   |
| 6   | Китай |
| 7   | Зарезервовано для використання в майбутньому                                                                     |
| 8   | Для спеціального міжнародного використання (літаки, круїзні лайнери тощо)                                        |

Зняти обмеження можна редагуванням прошивання (англ. firmware) приводу, що, однак, веде до втрати гарантії. Звичайно при прошиванні код регіону міняється на 0. Однак існують DVD з особливою перевіркою коду регіону, що не можуть бути відтворені з кодом такої зони. DVD-плеєри зі змінюваною DVD-зоною можуть вирішити цю проблему (звичайно зміна можлива тільки до 5 разів, далі змінювати можна тільки після перепрошивання firmware).